# Köznyugalom elleni bűncselekmények
A köznyugalom elleni bűncselekmények a Btk. Különös részének közrend elleni bűncselekmények  csoportjának része. Olyan bűncselekményeket tartalmaz, melyek a köznyugalmat – mint jogi tárgyat – sértik, veszélyeztetik.

## A köznyugalom
Olyan társadalmi légkör a köznyugalom, amelyben a törvényes rend iránti tisztelet, kölcsönös megbecsülés, az állampolgárok jogos érdekeinek elismertsége az uralkodó. A köznyugalmat elsősorban nemzetiségi és vallási előítéletekből, önzésből fakadó antiszociális viselkedési formák zavarják meg. Ezeknek a bűncselekményeknek a hatása elsősorban a közvéleményben észlelhető nyugtalanság, zavar.

## Ebbe a csoportba tartozó bűncselekmények
- Törvény vagy hatósági rendelkezés elleni izgatás
- Közösség elleni izgatás
- Nemzeti jelkép megsértése
- Önkényuralmi jelképek használata
- Rémhírterjesztés
- Közveszéllyel fenyegetés
- Garázdaság
- Rendbontás
- Közszemérem megsértése
- Önbíráskodás

## Forrás
- 2012. évi C. törvény a Büntető Törvénykönyvről